# Athlètes olympiques de Russie aux Jeux olympiques d'hiver de 2018
Pour les articles homonymes, voir OAR et AOR.
La Russie ne participe pas en tant que délégation aux Jeux olympiques d'hiver de 2018 à Pyeongchang en Corée du Sud. À la suite des révélations d'un dopage organisé par l'État russe, 4 des 33 médailles (dont 2 en or) remportées par les athlètes russes aux Jeux de Sotchi ont été retirées.
Le 5 décembre 2017, la commission exécutive du CIO suspend le comité olympique russe, et donc la Russie en tant que nation participante, des Jeux olympiques de Pyeongchang 2018, mais décide toutefois d'inviter ses athlètes qui pourront concourir sous le drapeau olympique. « Ces athlètes invités participeront aux Jeux, que ce soit dans des compétitions individuelles ou par équipes, sous l'appellation « Athlètes olympiques de Russie » (AOR), ou Olympic Athlete from Russia (OAR) en anglais. Ils concourront dans une tenue portant cette appellation et sous le drapeau olympique. L'hymne olympique sera interprété lors de toute cérémonie les concernant. ».
Les instances olympiques russes confirment, le mardi 12 décembre 2017, la participation sous bannière olympique des sportifs russes.

## Décision du CIO

Logo proposé par le CIO

Après avoir approuvé le rapport Schmid, la commission exécutive du CIO a pris les décisions suivantes :
- Le Comité olympique russe est suspendu avec effet immédiat.
- Des athlètes russes seront invités à titre individuel aux Jeux Olympiques d'hiver selon des conditions strictes :
  - La liste des athlètes invités sera établie à la seule discrétion d'un comité placé sous la conduite de Valérie Fourneyron, présidente de l'Autorité de contrôle indépendante (ACI). Le comité comprendra également un membre nommé par l'Agence Mondiale Antidopage (AMA), un membre nommé par l'unité "sport sans dopage" (DFSU) et un membre nommé par le CIO, le Dr Richard Budgett.
  - Les athlètes ne doivent pas avoir été disqualifiés ni déclarés inadmissibles en raison d'une violation des Règles antidopage.
  - Les athlètes doivent s'être soumis à tous les contrôles ciblés avant les Jeux que le groupe de travail antidopage aura recommandés.
  - Les athlètes doivent s'être pliés à toute autre exigence en matière de contrôle telle que formulée par le comité afin de garantir des conditions de compétition équitables pour tous.
  - Le CIO sélectionnera, à son entière discrétion et de manière définitive, les athlètes à inviter sur la base de cette liste.
- Ces athlètes invités participeront aux Jeux, que ce soit dans des compétitions individuelles ou par équipes, sous l'appellation « Athlètes olympiques de Russie (OAR) ». Ils concourront dans une tenue portant cette appellation et sous le drapeau olympique. L'hymne olympique sera interprété lors de toute cérémonie les concernant.
- Aucun officiel du Ministère russe des Sports ne sera accrédité.

Les athlètes paralympiques participeront eux-aussi sous la bannière paralympique et sous le nom d'Athlètes paralympiques neutres.

## Participation
Aux Jeux olympiques d'hiver de 2018, les athlètes de l'équipe de Russie participent aux épreuves suivantes :
| Sport                                | Hommes | Femmes | Total |
| ------------------------------------ | ------ | ------ | ----- |
| Ski alpin                            | 3      | 2      | 5     |
| Biathlon                             | 2      | 2      | 4     |
| Bobsleigh                            | 6      | 4      | 10    |
| Ski de fond                          | 7      | 5      | 12    |
| Curling                              | 1      | 6      | 7     |
| Patinage artistique                  | 7      | 8      | 15    |
| Ski acrobatique                      | 10     | 12     | 22    |
| Hockey sur glace                     | 25     | 23     | 48    |
| Luge                                 | 7      | 1      | 8     |
| Patinage de vitesse sur piste courte | 3      | 4      | 7     |
| Skeleton                             | 2      | 0      | 2     |
| Saut à ski                           | 4      | 4      | 8     |
| Snowboard                            | 9      | 7      | 16    |
| Patinage de vitesse                  | 1      | 2      | 3     |
| Total                                | 88     | 80     | 168   |

## Médaillés
| Sport                                | Discipline                | Athlète(s) | Performance            | Date               |  |
| Médailles d'or : 2                   |                           | |                        |                    |  |
| Patinage artistique                  | Femmes                    | Alina Zagitova | 239,57 pts             | 23 février         |  |
| Hockey sur glace                     | Tournoi masculin          | \| Sergueï Andronov \| \| Bogdan Kisselevitch \| \| Vadim Chipatchiov \| \| \| Aleksandr Barabanov \| \| Vassili Kochetchkine \| \| Sergueï Chirokov \| \| \| Pavel Datsiouk \| \| Ilia Kovaltchouk \| \| Ilia Sorokine \| \| \| Vladislav Gavrikov \| \| Alekseï Martchenko \| \| Ivan Teleguine \| \| \| Mikhaïl Grigorenko \| \| Sergueï Moziakine \| \| Viatcheslav Voïnov \| \| \| Nikita Goussev \| \| Nikita Nesterov \| \| Iegor Iakovlev \| \| \| Ilia Kabloukov \| \| Nikolaï Prokhorkine \| \| Artiom Zoub \| \| \| Sergueï Kalinine \| \| Igor Chestiorkine \| \| Andreï Zoubarev \| \| \| Kirill Kaprizov \| \| \| \| \| \| | victoire en finale 4-3 | 25 février         |  |
| Médaille d’argent : 6                |                           | |                        |                    |  |
| Patinage artistique                  | Épreuve par équipes       | Mikhail Kolyada Ievguenia Medvedeva Alina Zagitova Evgenia Tarasova Vladimir Morozov Natalia Zabiiako / Aleksandr Enbert Ekaterina Bobrova / Dmitri Soloviev | 66 pts                 | 12 février         |  |
| Patinage artistique                  | Femmes                    | Ievguenia Medvedeva | 238,26 pts             | 23 février         |  |
| Skeleton                             | Hommes                    | Nikita Tregubov | 3 min 22 s 18          | 16 février         |  |
| Ski de fond                          | Relais hommes             | Andrey Larkov Alexander Bolshunov Alexey Chervotkin Denis Spitsov | 1 h 33 min 14 s 30     | 18 février         |  |
| Ski de fond                          | Sprint par équipes hommes | Denis Spitsov Alexander Bolshunov | 15 min 57 s 97         | 21 février         |  |
| Ski de fond                          | 50 kilomètres hommes      | Alexander Bolshunov | 2 h 8 min 40 s 80      | 24 février         |  |
| Médailles de bronze : 9              |                           | |                        |                    |  |
| Patinage de vitesse sur piste courte | 1 500 mètres hommes       | Semen Elistratov | 2 min 10 s 687         | 10 février         |  |
| Ski de fond                          | Sprint femmes             | Yulia Belorukova | 3 min 7 s 21           | 13 février         |  |
| Ski de fond                          | Sprint hommes             | Aleksandr Bolshunov | 3 min 7 s 11           | 13 février         |  |
| Ski de fond                          | 15 kilomètres hommes      | Denis Spitsov | 34 min 6 s 90          | 16 février         |  |
| Ski de fond                          | Relais femmes             | Natalia Nepryaeva Yulia Belorukova Anastasia Sedova Anna Nechaevskaya | 52 min 7 s 60          | 17 février         |  |
| Ski de fond                          | 50 kilomètres hommes      | Andrey Larkov | 2 h 10 min 59 s 60     | 24 février         |  |
| Curling                              | Double mixte (DSQ)        | Anastasia Bryzgalova Aleksandr Krouchelnitski | 3e place               | 13 février         |  |
| Patinage de vitesse                  | 5 000 mètres femmes       | Natalya Voronina | 6 min 53 s 98          | 16 février         |  |
| Ski acrobatique                      | Sauts hommes              | Ilya Burov | 122,17 pts             | 18 février         |  |
| Ski acrobatique                      | Ski cross hommes          | Sergueï Ridzik | 3e                     | 21 février         |  |
| Sergueï Andronov                     |                           | Bogdan Kisselevitch |                        | Vadim Chipatchiov  |  |
| Aleksandr Barabanov                  |                           | Vassili Kochetchkine |                        | Sergueï Chirokov   |  |
| Pavel Datsiouk                       |                           | Ilia Kovaltchouk |                        | Ilia Sorokine      |  |
| Vladislav Gavrikov                   |                           | Alekseï Martchenko |                        | Ivan Teleguine     |  |
| Mikhaïl Grigorenko                   |                           | Sergueï Moziakine |                        | Viatcheslav Voïnov |  |
| Nikita Goussev                       |                           | Nikita Nesterov |                        | Iegor Iakovlev     |  |
| Ilia Kabloukov                       |                           | Nikolaï Prokhorkine |                        | Artiom Zoub        |  |
| Sergueï Kalinine                     |                           | Igor Chestiorkine |                        | Andreï Zoubarev    |  |
| Kirill Kaprizov                      |                           | |                        |                    |  |

| Sport               | Médaille d'or, Jeux olympiques | Médaille d'argent, Jeux olympiques | Médaille de bronze, Jeux olympiques | Total |
| ------------------- | ------------------------------ | ---------------------------------- | ----------------------------------- | ----- |
| Patinage artistique | 1                              | 2                                  | 0                                   | 3     |
| Hockey sur glace    | 1                              | 0                                  | 0                                   | 1     |
| Ski de fond         | 0                              | 3                                  | 5                                   | 8     |
| Skeleton            | 0                              | 1                                  | 0                                   | 1     |
| Ski acrobatique     | 0                              | 0                                  | 2                                   | 2     |
| Patinage de vitesse | 0                              | 0                                  | 1                                   | 1     |
| Short-track         | 0                              | 0                                  | 1                                   | 1     |

| Jour     | Date       | Médaille d'or, Jeux olympiques | Médaille d'argent, Jeux olympiques | Médaille de bronze, Jeux olympiques | Total |
| -------- | ---------- | ------------------------------ | ---------------------------------- | ----------------------------------- | ----- |
| 1er jour | 8 février  | —                              | —                                  | —                                   | —     |
| 2e jour  | 9 février  | —                              | —                                  | —                                   | —     |
| 3e jour  | 10 février | 0                              | 0                                  | 1                                   | 1     |
| 4e jour  | 11 février | 0                              | 0                                  | 0                                   | 0     |
| 5e jour  | 12 février | 0                              | 1                                  | 0                                   | 1     |
| 6e jour  | 13 février | 0                              | 0                                  | 2                                   | 2     |
| 7e jour  | 14 février | 0                              | 0                                  | 0                                   | 0     |
| 8e jour  | 15 février | 0                              | 0                                  | 0                                   | 0     |
| 9e jour  | 16 février | 0                              | 1                                  | 2                                   | 3     |
| 10e jour | 17 février | 0                              | 0                                  | 1                                   | 1     |
| 11e jour | 18 février | 0                              | 1                                  | 1                                   | 2     |
| 12e jour | 19 février | 0                              | 0                                  | 0                                   | 0     |
| 13e jour | 20 février | 0                              | 0                                  | 0                                   | 0     |
| 14e jour | 21 février | 0                              | 1                                  | 1                                   | 2     |
| 15e jour | 22 février | 0                              | 0                                  | 0                                   | 0     |
| 16e jour | 23 février | 1                              | 1                                  | 0                                   | 2     |
| 17e jour | 24 février | 0                              | 1                                  | 1                                   | 2     |
| 18e jour | 25 février | 1                              | 0                                  | 0                                   | 1     |
| Total    | Total      | 2                              | 6                                  | 9                                   | 17    |

## Liste des athlètes engagés

### Tournoi de double mixte de curling
| Rang | Pays                          | V | D | Pp | Pc | Manches gagnées | Manches perdues | Manches blanches | Manches volées | Tirs % |
| ---- | ----------------------------- | - | - | -- | -- | --------------- | --------------- | ---------------- | -------------- | ------ |
| 1    | Canada                        | 6 | 1 | 52 | 26 | 29              | 20              | 0                | 9              | 80 %   |
| 2    | Suisse                        | 5 | 2 | 45 | 33 | 29              | 26              | 0                | 10             | 72 %   |
| 3    | Athlètes olympiques de Russie | 4 | 3 | 36 | 44 | 26              | 27              | 1                | 7              | 67 %   |
| 4    | Chine                         | 4 | 3 | 47 | 42 | 27              | 27              | 1                | 6              | 72 %   |
| 4    | Norvège                       | 4 | 3 | 39 | 43 | 26              | 25              | 1                | 8              | 74 %   |
| 6    | Corée du Sud                  | 2 | 5 | 42 | 47 | 26              | 26              | 1                | 7              | 70 %   |
| 6    | États-Unis                    | 2 | 5 | 37 | 43 | 26              | 25              | 0                | 9              | 74 %   |
| 8    | Finlande                      | 1 | 6 | 35 | 53 | 23              | 29              | 0                | 6              | 66 %   |

| Équipes                       | 1 | 2 | 3 | 4 | 5 | 6 | 7 | 8 | 9 | Total |
| ----------------------------- | - | - | - | - | - | - | - | - | - | ----- |
| Athlètes olympiques de Russie | 0 | 1 | 0 | 1 | 1 | 0 | 0 | 1 | - | 4     |
| Norvège                       | 0 | 0 | 1 | 0 | 0 | 1 | 1 | 0 | - | 3     |

| Équipes                       | 1 | 2 | 3 | 4 | 5 | 6 | 7 | 8 | 9 | Total |
| ----------------------------- | - | - | - | - | - | - | - | - | - | ----- |
| Athlètes olympiques de Russie | 0 | 1 | 0 | 1 | 1 | 0 | 0 | 1 | - | 4     |
| Norvège                       | 0 | 0 | 1 | 0 | 0 | 1 | 1 | 0 | - | 3     |

| Équipes                       | 1 | 2 | 3 | 4 | 5 | 6 | 7 | 8 | 9 | Total |
| ----------------------------- | - | - | - | - | - | - | - | - | - | ----- |
| Athlètes olympiques de Russie | 0 | 0 | 4 | 0 | 1 | 2 | 0 | - | - | 7     |
| Finlande                      | 2 | 1 | 0 | 1 | 0 | 0 | 1 | - | - | 5     |

| Équipes                       | 1 | 2 | 3 | 4 | 5 | 6 | 7 | 8 | 9 | Total |
| ----------------------------- | - | - | - | - | - | - | - | - | - | ----- |
| Chine                         | 0 | 0 | 0 | 3 | 0 | 0 | 1 | 1 | 0 | 5     |
| Athlètes olympiques de Russie | 1 | 1 | 1 | 0 | 1 | 1 | 0 | 0 | 1 | 6     |

| Équipes                       | 1 | 2 | 3 | 4 | 5 | 6 | 7 | 8 | 9 | Total |
| ----------------------------- | - | - | - | - | - | - | - | - | - | ----- |
| Corée du Sud                  | 1 | 0 | 1 | 0 | 0 | 1 | 0 | 2 | 0 | 5     |
| Athlètes olympiques de Russie | 0 | 1 | 0 | 2 | 1 | 0 | 1 | 0 | 1 | 6     |

| Équipes                       | 1 | 2 | 3 | 4 | 5 | 6 | 7 | 8 | 9 | Total |
| ----------------------------- | - | - | - | - | - | - | - | - | - | ----- |
| Athlètes olympiques de Russie | 0 | 0 | 1 | 0 | 1 | 0 | - | - | - | 2     |
| Canada                        | 3 | 1 | 0 | 2 | 0 | 2 | - | - | - | 8     |

#### 7esession, dimanche 11 février 2018, à 09h05
| Équipes                       | 1 | 2 | 3 | 4 | 5 | 6 | 7 | 8 | 9 | Total |
| ----------------------------- | - | - | - | - | - | - | - | - | - | ----- |
| Suisse                        | 0 | 2 | 0 | 0 | 2 | 2 | 0 | 3 | - | 9     |
| Athlètes olympiques de Russie | 2 | 0 | 4 | 1 | 0 | 0 | 1 | 0 | - | 8     |

#### Demi-finales
| Équipes                       | 1 | 2 | 3 | 4 | 5 | 6 | 7 | 8 | 9 | Total |
| ----------------------------- | - | - | - | - | - | - | - | - | - | ----- |
| Athlètes olympiques de Russie | 0 | 2 | 0 | 0 | 2 | 1 | 0 | 0 | - | 5     |
| Suisse                        | 2 | 0 | 1 | 1 | 0 | 0 | 2 | 1 | - | 7     |

#### Match pour la médaille de bronze
Le match pour la médaille de bronze s'est déroulé le 13 février 2018 à 9 h 5.
| Équipes                            | 1 | 2 | 3 | 4 | 5 | 6 | 7 | 8 | 9 | Total |
| ---------------------------------- | - | - | - | - | - | - | - | - | - | ----- |
| Athlètes olympiques de Russie(DSQ) | 2 | 1 | 0 | 2 | 0 | 1 | 1 | 1 | X | 8     |
| Norvège                            | 0 | 0 | 2 | 0 | 2 | 0 | 0 | 0 | X | 4     |